# Antrocephalus copiosus
Antrocephalus copiosus är en stekelart som först beskrevs av Girault 1915.  Antrocephalus copiosus ingår i släktet Antrocephalus och familjen bredlårsteklar. Inga underarter finns listade i Catalogue of Life.